# Blarinella
Blarinella es un género de mamíferos soricomorfos de la familia Soricidae. Es el único género de la tribu Blarinellini. Sus especies se distribuyen por China e Indochina.

## Especies
Se reconocen las siguientes especies:
- Blarinella griselda Thomas, 1912
- Blarinella quadraticauda (Milne-Edwards, 1872)
- Blarinella wardi Thomas, 1915